# Diglyphosa celebica
Diglyphosa celebica är en orkidéart som först beskrevs av Rudolf Schlechter, och fick sitt nu gällande namn av Rudolf Schlechter. Diglyphosa celebica ingår i släktet Diglyphosa och familjen orkidéer.
Artens utbredningsområde är Sulawesi. Inga underarter finns listade i Catalogue of Life.